# Sản phẩm

Sản phẩm là bất cứ cái gì có thể đưa vào thị trường để tạo sự chú ý, mua sắm, sử dụng hay tiêu dùng nhằm thỏa mãn một nhu cầu hay ước muốn. Nó có thể là những vật thể, dịch vụ, con người, địa điểm, tổ chức hoặc một ý tưởng.

## Các loại sản phẩm
- Hàng hóa vật chất;
- Dịch vụ;
- Địa điểm;
- Tổ chức;
- Ý tưởng.
- khuynh hướng

## Các mức độ của Sản phẩm
- Lợi ích cốt lõi: là công dụng hay lợi ích cơ bản mà người mua đã mua;
- Sản phẩm chung: là sản phẩm cơ bản được thừa nhận đúng như thực trạng của nó;
- Sản phẩm mong đợi: là những tập hợp những thuộc tính và điều kiện người mua thường mong đợi khi mua sản phẩm;
- Sản phẩm hoàn thiện: là những dịch vụ và lợi ích phụ thêm mà người bán bổ sung vào để làm cho sản phẩm của mình khác biệt với sản phẩm của đối thủ cạnh tranh;
- Sản phẩm tiềm ẩn: là tập hợp những tính chất và dịch vụ mới có thể có mà cuối cùng sẽ được bổ sung vào hàng hóa.

## Phân loại Sản phẩm
Sản phẩm được phân loại thành 3 nhóm căn cứ theo độ bền hay tính hữu hạn của chúng:
1. Hàng lâu bền: là những thứ hàng hữu hình thường được sử dụng nhiều lần;
2. Hàng không lâu bền: là những hàng hóa hữu hình thường bị tiêu hao sau một lần hay vài lần sử dụng;
3. Dịch vụ: là những hoạt động, lợi ích hay sự thỏa mãn được đưa ra để bán.

## Danh mục Sản phẩm
Danh mục sản phẩm là một tập hợp tất cả những loại sản phẩm và mặt hàng mà một người bán cụ thể đưa ra để bán cho những người mua. Danh mục sản phẩm của một Doanh nghiệp thường bao gồm:
- Chiều rộng: chiều rộng danh mục sản phẩm thể hiện Doanh nghiệp có bao nhiêu loại sản phẩm khác nhau;
- Chiều dài: chiều dài danh mục sản phẩm là tổng số mặt hàng trong danh mục sản phẩm;
- Chiều sâu: chiều sâu danh mục sản phẩm thể hiện có bao nhiêu phương án (dạng) của mỗi sản phẩm trong loại;
- Mật độ: mật độ danh mục sản phẩm thể hiện mối quan hệ mật thiết đến mức độ nào giữa các loại sản phẩm khác nhau xét theo cách sử dụng cuối cùng.

## Chu kỳ sống của Sản phẩm
Chu kỳ sống của sản phẩm còn gọi là "vòng đời sản phẩm", gồm có các giai đoạn sau:
- Giai đoạn tung ra thị trường quảng bá sản phẩm]: là thời kỳ mức tiêu thụ tăng trưởng chậm theo mức độ tung hàng ra thị trường;
- Giai đoạn phát triển: là thời kỳ hàng hóa được thị trường chấp nhận nhanh chóng và lợi nhuận tăng lên đáng kể;
- Giai đoạn sung mãn: là thời kỳ nhịp độ tăng mức tiêu thụ chậm dần lại do hầu hết những người mua tiềm ẩn đã chấp nhận sản phẩm;
- Giai đoạn suy thoái: là thời kỳ mức tiêu thụ có chiều hướng đi xuống và lợi nhuận giảm.